# Safari (film, 1956)
Pour les articles homonymes, voir Safari.
Pour plus de détails, voir Fiche technique et Distribution.
Safari est un film américano-britannique réalisé par Terence Young, sorti en 1956.

## Synopsis
Une famille est en safari au Kenya pendant les années 1950. Au retour d'une chasse aux lions, Ken découvre sa sœur et son fils massacrés par les Mau Mau, des rebelles luttant contre les colons britanniques. Il jure de les venger.

## Fiche technique
- Titre : Safari
- Réalisation : Terence Young
- Scénario : Anthony Veiller d'après une histoire de Robert Buckner
- Photographie : John Wilcox et Ted Moore (seconde équipe)
- Cadreur : Denys Coop
- Montage : Michael Gordon et Alan Osbiston
- Musique : William Alwyn
- Direction artistique : Elliot Scott
- Costumes : Olga Lehmann
- Producteur : Irving Allen et Albert R. Broccoli
- Société de production : Warwick Film Productions
- Pays de production :  Royaume-Uni |  États-Unis
- Langue : anglais
- Format : Couleur (Technicolor) — 35 mm — 2,55:1 (CinemaScope) — Son : Mono (Western Electric Recording)
- Genre : Film d'aventure
- Durée : 90 minutes (1 h 30)
- Dates de sortie :
  - Royaume-Uni : 30 avril 1956
  - États-Unis : 20 juin 1956
  - Suède : 23 juillet 1956
  - Allemagne de l'Ouest : 27 juillet 1956
  - France : 2 novembre 1956
- Affiche : Jean Mascii (France)

## Distribution
- Victor Mature (VF : Jean Davy) : Ken Duffield
- Janet Leigh (VF : Rolande Forest) : Linda Latham
- John Justin (VF : Serge Lhorca) : Brian Sinden
- Roland Culver (VF : Jean-Henri Chambois) : Sir Vincent Brampton
- Liam Redmond (VF : Maurice Porterat) : Roy Shaw
- Orlando Martins (VF : Marcel Rainé) : Jerusalem
- Earl Cameron : Jeroge
- Lionel Ngakane (VF : Bachir Touré) : Kakora
- Charles Hayes (VF : Raymond Loyer) : l'inspecteur
- John Cook (VF : Jean-Claude Michel) : le commissaire
- Estelle Brody (VF : Marie Francey) : Tante May
- Slim Harris : Renegade
- Harry Quashie : O'Keefe
- Cy Grant : Chef Masai